# Leiodytes lanyuensis
Leiodytes lanyuensis là một loài bọ cánh cứng trong họ Bọ nước. Loài này được Wang, Satô & P.-S.Yang miêu tả khoa học năm 1998.